# Махмудов, Эмин Касим Али оглы
Эмин Касим Али оглы Махмудов (азерб. Mahmudov Emin Qasıməli oğlu; 1925—2000 или 2009) — азербайджанский советский писатель-фантаст, редактор, переводчик. Член Союза писателей СССР с 1954 года.

## Биография
Родился 1 января 1925 года в городе Гёйчай. После школы и службы в Советской армии (1943—1945) поступил на журналистское отделение филфака Бакинского государственного университета, который закончил в 1950 году. Жил в Баку. Работал редактором в журнале «Женщина Азербайджана» (азерб. «Azərbaycan qadını») (1955—1966), газетах «Литература и искусство» (азерб. «Ədəbiyyat və incəsənət») (1953—1954) и «Пионер Азербайджана» (азерб. «Azərbaycan pioneri») (1967—1971) в издательстве, на азербайджанском радио и телевидении (1973—1982).
Умер в 2000 (по другим данным — в 2009) году.

## Творчество
Первая публикация — фантастический рассказ «РТ-1» в азербайджанском журнале «Пионер» (1952). Опубликовал около десяти книг в жанре «твёрдой» научной фантастики на азербайджанском языке. В 1960-е годы участвовал в работе Комиссии по научно-фантастической литературе СП Азербайджана. На русском языке (в основном в переводе Р. Б. Бахтамова) с 1964 года опубликовано девять научно-фантастических рассказов писателя. Выпустил книгу об экономике «Высокая ступень» (1986). Переводил с русского языка на азербайджанский.

## Произведения

### Книги
- Махмудов Э. Полярное сияние в Мугане (на азерб. языке) = Muğanda qütb parıltısı. — Баку: Азернешр, 1954. — 59 с.
- Махмудов Э. Корабль Вселенной (на азерб. языке) = Kainat gəmisi. — Баку: Азернешр, 1957. — 189 с.
- Махмудов Э. Небо Венеры в огне: НФ повесть (на азерб. языке) = Veneranın göyləri od içindədir. — Баку: Азернешр, 1960. — 212 с. — 10 тыс. экз. экз.
- Махмудов Э. Исчезнувшие звуки (на азерб. языке) = Qeyb olmuş səslər. — Баку: Азернешр, 1964. — 88 с. — 7000 экз.
- Махмудов Э. Как железо начало ходить (на азерб. языке) = Dəmir necə ayaq açdı. — Баку: Гянджлик, 1967. — 41 с.
- Махмудов Э. Море мглы (на азерб. языке) = Zülmət dənizi. — Баку: Гянджлик, 1971. — 174 с.
- Махмудов Э. Звёзды ждут нас впереди (на азерб. языке) = Ulduzlar yolumuzu gözləyir. — Баку: Гянджлик, 1975. — 93 с.
- Махмудов Э. В поисках вечной мелодии. — Баку, 1979.
- Махмудов Э. Высокая ступень (на азерб. языке) = Qüdrətli pillə (?). — Баку: Гянджлик, 1985. — 56 с.
- Махмудов Э. Дыхание дня (на азерб. языке) = Günün nəfəsi. — Баку: Гянджлик, 1986. — 60 с.
- Махмудов Э. Дочь атланта (на азерб. языке) = Atlant qızı. — Баку: Yazıçı, 1986. — 230 с.
- Махмудов Э. Южнее залива Астронавтов. — Екатеринбург: Тардис, 2013. — 106 с. — (Фантастический раритет). — 700 экз.

### Отдельные публикации
- Махмудов Э. РТ-1 (на азерб. языке) // Пионер. — 1952.
- Махмудов Э. Лекарство из облака: рассказ (пер. с азерб. Р. Бахтамова) // Формула невозможного. — Баку: Госиздат АзССР, 1964. — С. 44—48.
- Махмудов Э. Феномен: рассказ (пер. с азерб. И. Лукодьянова) // Формула невозможного. — Баку: Госиздат АзССР, 1964. — С. 49—57.
- Махмудов Э. Беспощадный судья (пер. с азерб. Р. Бахтамова) // Эти удивительные звезды: Сб. НФ рассказов. — Баку: Азербайджанское гос. изд-во, 1966. — С. 159—164.
- Махмудов Э. Симфония жизни (пер. с азерб. Р. Бахтамова) // Эти удивительные звезды: Сб. НФ рассказов. — Баку: Азербайджанское гос. изд-во, 1966. — С. 145—157.
- Махмудов Э. Голос Земли (пер. с азерб. Р. Бахтамова) // Литературный Азербайджан. — Баку, 1968. — № 5. — С. 126—129.
- Махмудов Э. Южнее залива Астронавтов (пер. с азерб. Р. Бахтамова) // Литературный Азербайджан. — Баку, 1968. — № 5. — С. 122—126.
- Махмудов Э. Голос Земли (пер. с азерб. Р. Бахтамова) // Полюс риска. — Баку: Гянджлик, 1970. — С. 118—123.
- Махмудов Э. К вопросу о... (пер. с азерб. Р. Бахтамова) // Полюс риска. — Баку: Гянджлик, 1970. — С. 124—129.
- Махмудов Э. Южнее залива Астронавтов (пер. с азерб. Р. Бахтамова) // Полюс риска. — Баку: Гянджлик, 1970. — С. 111—117.
- Махмудов Э. Королевский гамбит: НФ рассказ (пер. с азерб. Р. Бахтамова) // Литературный Азербайджан. — Баку, 1974. — № 7. — С. 26—32.
- Махмудов Э. Черепаха: НФ рассказ (пер. с азерб. Р. Бахтамова) // Литературный Азербайджан. — Баку, 1974. — № 7. — С. 18—26.
- Махмудов Э. Симфония жизни (пер. с азерб. Р. Бахтамова) // Проба личности. — М.: Известия, 1991. — С. 120—132.
- Махмудов Э. Черепаха (пер. с азерб. Р. Бахтамова) // Проба личности. — М.: Известия, 1991. — С. 120—132.

### Публицистика
- Махмудов Э. Фантастика страны огней // Детская литература. — 1972. — № 6. — С. 18.